# 索博克河

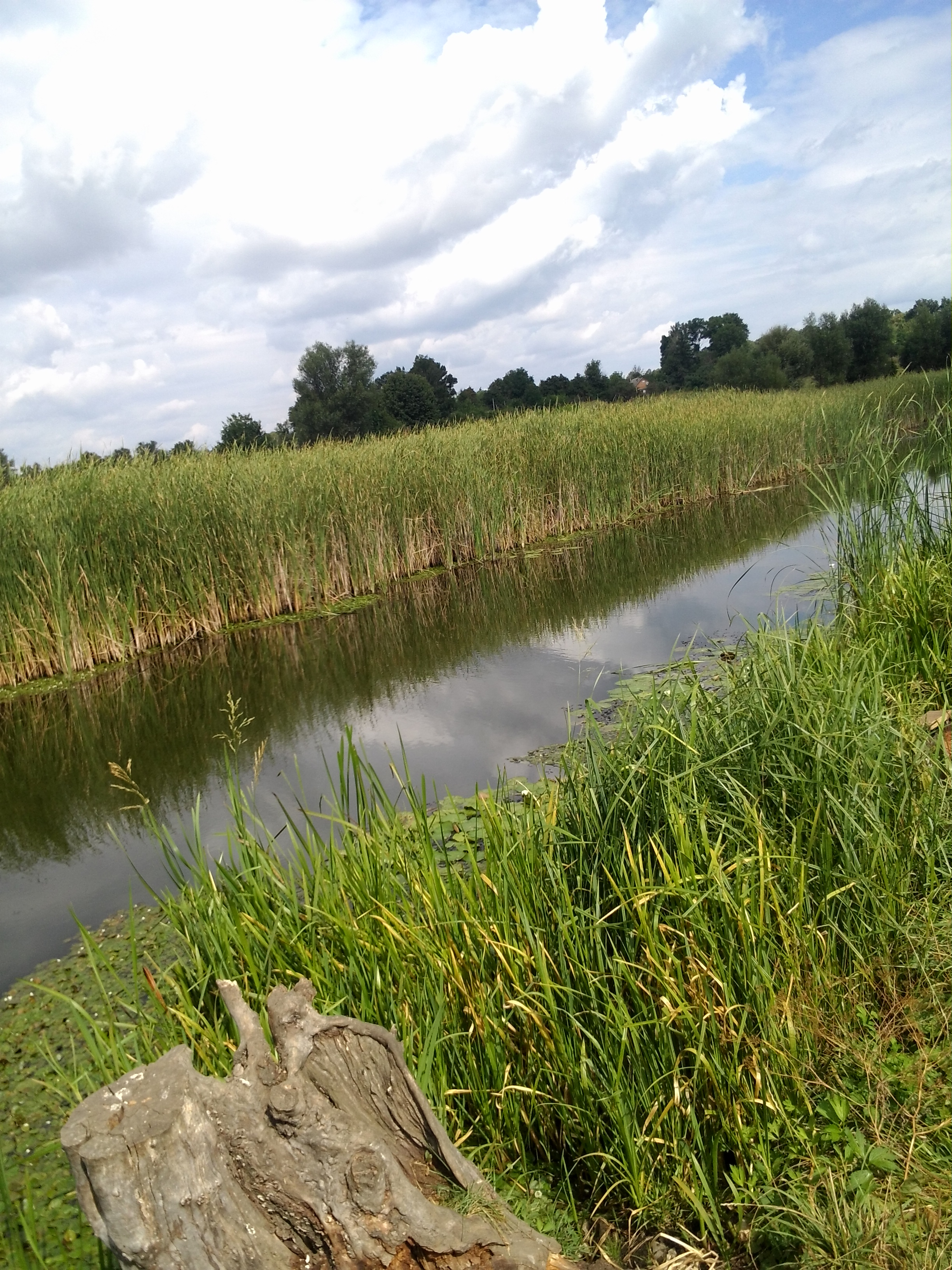

索博克河（烏克蘭語：Собок），是烏克蘭的河流，位於該國西南部，流經文尼察州，屬於索布河的支流，河道全長33公里，流域面積352平方公里，發源自奧比德涅，河口處在伊林齊。